# Hagelades
Hageladas lub Ageladas (Ἁγελᾴδας lub Ἀγελάδας) – grecki rzeźbiarz działający w VI/V w. p.n.e. w Argos .
W jego pracowni kształcili się Poliklet, Fidiasz i Myron . Nie zachowało się żadne z jego dzieł, nawet w kopiach, informacje o nich zachowane są jedynie w źródłach pisanych.
Wiadomo, że był twórcą wielu posągów z brązu przedstawiających zwycięzców igrzysk i stawianych w Olimpii. Wspólnie z dwoma innymi twórcami był autorem rzeźbiarskiej grupy Trzech Muz, a także (znanego z przedstawień na monetach) posągu Zeusa Itomaty postawionego na górze Itome w Mesenii. Przypisuje mu się również autorstwo brązowej statuy Zeusa (Posejdona) odkrytego koło przylądka Artemizjon .